# تپه چگاسورگه
تپه چگاسورگه مربوط به دوره اشکانیان است و در شهرستان چرداول، گردنه قلندر، جاده قلندر واقع شده و این اثر در تاریخ ۹ اردیبهشت ۱۳۸۲ با شمارهٔ ثبت ۸۴۷۷ به‌عنوان یکی از آثار ملی ایران به ثبت رسیده است.